# Ашагы Карагювендикли
Ашагы-Карагювяндикли (азерб. Aşağı Qaragüvəndikli) или Ашагы-Карагювяндли (азерб. Aşağı Qaragüvəndli) — село в Имишлинском районе Азербайджана.